# Myrioblephara flavisecta
Myrioblephara flavisecta är en fjärilsart som beskrevs av George Francis Hampson 1895. Myrioblephara flavisecta ingår i släktet Myrioblephara och familjen mätare. Inga underarter finns listade i Catalogue of Life.